# Józefów (Dzierżązna)
Józefów (dawn. Huta Józefów) – część wsi Dzierżązna w Polsce położona w województwie wielkopolskim, w powiecie tureckim, w gminie Turek.

## Historia
Huta Józefów to dawna miejscowość należąca do gminy Brudzew w powiecie kolskim, od 1919 w województwie łódzkim. 1 września 1933 wraz z Galewem utworzył gromadę (sołectwo) o nazwie Galewo-Huta Józefów w gminie Brudzew. Od 1 kwietnia 1938 w  województwie poznańskim. 1 kwietnia 1939 wszedł w skład powiatu tureckiego.
Po wojnie zachował przynależność administracyjną. W związku z reformą administracyjną kraju jesienią 1954 wszedł w skład nowo utworzonej gromady Galew w powiecie tureckim w województwie poznańskim, a po jej zniesieniu 1 stycznia 1960 włączony do gromady Brudzew w tymże powiecie.
1 stycznia 1973 w gminie Turek. W latach 1975–1998 miejscowość administracyjnie należała do województwa konińskiego.